# Thaumasura eleganta
Thaumasura eleganta är en stekelart som beskrevs av Girault 1926. Thaumasura eleganta ingår i släktet Thaumasura och familjen puppglanssteklar. Inga underarter finns listade i Catalogue of Life.